# Pseudovettore
Uno pseudovettore, o vettore assiale, è un vettore che dipende dal sistema di riferimento adottato, ossia il verso di uno pseudovettore cambia al cambiare dei versi degli assi cartesiani. Nello specifico, se applichiamo una rotazione impropria (come una riflessione degli assi) avremo la comparsa di un segno meno che compensa la trasformazione.

## Proprietà
Lo pseudovettore sembra non variare di verso nel sistema di riferimento scelto, una volta effettuata la riflessione degli assi, ma ricordiamo che per i vettori propriamente detti il verso e la direzione sono delle proprietà assolute che non dipendono dal sistema di riferimento scelto per descriverli: se riflettendo gli assi il verso del vettore sembra invariato vuol dire che il verso "assoluto" dello pseudovettore è stato invertito, perciò non possiamo chiamarlo vettore.
In maniera equivalente si può dire che la componente di uno pseudovettore lungo un dato asse non cambia di segno se si inverte il verso dell'asse stesso. Per convincersi di ciò utilizziamo l'operazione di prodotto vettoriale la quale restituisce uno pseudovettore. Si considerino due vettori polari {\displaystyle \mathbf {a} } e {\displaystyle \mathbf {b} }, ed il loro prodotto vettoriale {\displaystyle \mathbf {a} \times \mathbf {b} =\mathbf {c} }. La generica componente k-esima di {\displaystyle \mathbf {c} } è scrivibile nella forma:
{\displaystyle c_{k}=(\mathbf {a} \times \mathbf {b} )_{k}=\epsilon _{ijk}a_{i}b_{j}}
Dove {\displaystyle \epsilon _{ijk}} è il tensore di Levi-Civita e si è sottintesa la sommatoria sugli indici i e j.
Se invertiamo il segno di tutti gli assi del sistema di riferimento, tutte le componenti dei vettori polari {\displaystyle \mathbf {a} } e {\displaystyle \mathbf {b} } cambiano segno.
Analiticamente questo equivale alla trasformazione di parità:
{\displaystyle a_{i}\rightarrow -a_{i};\forall i}
{\displaystyle b_{i}\rightarrow -b_{i};\forall i}
La generica componente k-esima del prodotto vettoriale tra {\displaystyle \mathbf {a} } e {\displaystyle \mathbf {b} } sotto tale trasformazione, non cambia segno, infatti:
{\displaystyle (\mathbf {a} \times \mathbf {b} )_{k}=\epsilon _{ijk}a_{i}b_{j}\rightarrow \epsilon _{ijk}(-a_{i})(-b_{j})=(\mathbf {a} \times \mathbf {b} )_{k}}
Esempi di pseudovettori sono la velocità angolare, il momento angolare, e in generale tutte le grandezze a carattere vettoriale che sono definite dal prodotto vettoriale di veri vettori, mentre il prodotto vettoriale tra un vettore e uno pseudovettore è un vettore.

## In fisica
Da un punto di vista fisico uno pseudovettore è una grandezza i cui effetti si manifestano in un piano perpendicolare al vettore. Ad esempio, per un punto che ruota su di una circonferenza, la velocità angolare rappresenta l'angolo descritto dalla sua congiungente al centro della circonferenza nell'unità di tempo. Quindi la velocità angolare è qualcosa che si manifesta ed è visibile nel piano della circonferenza, mentre il vettore velocità angolare è diretto perpendicolarmente al piano.
Al contrario una grandezza vettoriale non del tipo pseudovettore si manifesta nella direzione stessa del vettore, come ad esempio una forza agisce lungo il verso indicato dal vettore forza.
Un esempio tipico dell'inversione di una sola coordinata è lo specchio piano che "inverte" solamente la coordinata perpendicolare allo specchio stesso. Confrontiamo in questo caso il vettore velocità angolare (che è uno pseudovettore) con il vettore velocità (che invece è un "vero" vettore). 
Sia {\displaystyle x} la coordinata lungo un asse perpendicolare "entrante" nello specchio. 
Analizziamo il vettore velocità: se una pallina si muove verso lo specchio (cioè con componente {\displaystyle x} positiva della velocità), la sua immagine riflessa sembrerà "uscire" dallo specchio stesso, la sua immagine ha cioè una componente {\displaystyle x} negativa, opposta a quella della pallina. Invertire l'asse {\displaystyle X} non ha dunque invertito anche il verso del vettore velocità della pallina rispetto all'orientamento originario dell'asse delle ascisse, pertanto la velocità (tangenziale) è un vettore in senso stretto.
Analizziamo la velocità angolare: prendiamo invece una trottola che gira con l'asse puntato verso lo specchio, e in senso orario (quello di una vite che vuole entrare nello specchio). Per convenzione, la sua velocità angolare è un vettore diretto lungo {\displaystyle x} e con componente {\displaystyle x} positiva (entrante). 
Consideriamo ora l'immagine della trottola. Basta poco a convincersi che anche l'immagine sta ruotando nello stesso verso (orario), e che dunque ha una velocità angolare diretta nel verso positivo delle {\displaystyle x}. In questo caso il vettore velocità angolare non si è "ribaltato" nello specchio, come invece aveva fatto il vettore velocità. 
Per questo la velocità angolare è detta pseudovettore.